# Patrick Calcagni
Patrick Calcagni (Sorengo, 5 de julio de 1977) es un ciclista suizo que fue profesional de 2000 a 2009. Tras su retirada se convirtió en agente de ciclistas.

## Palmarés
2000
- Campeonato de Suiza Contrarreloj

2001
- 1 etapa del Tour de Japón

2008
- Gran Premio Pino Cerami

## Resultados en Grandes Vueltas y Campeonatos del Mundo
| Carrera              | Carrera              | 2000 | 2001 | 2002  | 2003  | 2004 | 2005 | 2006  | 2007 | 2008 | 2009 |
| -------------------- | -------------------- | ---- | ---- | ----- | ----- | ---- | ---- | ----- | ---- | ---- | ---- |
|                      | Giro de Italia       | —    | —    | —     | —     | —    | Ab.  | 107.º | —    | Ab.  | —    |
|                      | Tour de Francia      | —    | —    | —     | —     | —    | —    | 127.º | —    | —    | —    |
|                      | Vuelta a España      | —    | —    | 103.º | 128.º | 65.º | 41.º | —     | 92.º | —    | —    |
| Mundial en Ruta      | Mundial en Ruta      | —    | —    | —     | —     | 79.º | 81.º | —     | —    | —    | —    |
| Mundial Contrarreloj | Mundial Contrarreloj | 34.º | —    | —     | —     | —    | —    | —     | —    | —    | —    |

—: no participa
Ab.: abandono